# Medina-Sidonia
Medina-Sidonia è un comune spagnolo di 10 728 abitanti situato nella comunità autonoma dell'Andalusia.
Nel 1996 il territorio comunale venne suddiviso e parte di esso andò a far parte del nuovo comune di Benalup-Casas Viejas.
I primi insediamenti nella zone risalgono all'Età del bronzo atlantico ma venne accresciuta da Fenici provenienti da Sidone, da cui prese il nome Asidonia o Assidona. Durante la Spagna romana mantenne la sua importanza commerciale grazie al suo porto (divenuto poi l'autonomo centro di Puerto Real) e fece parte della provincia Betica. Nel 712 fu conquistata da Musa ibn Nusayr all'inizio della conquista islamica della penisola iberica e riconquistata da Alfonso X il 22  settembre 1264. 
Fu anche sede dell'antica diocesi di Assidona, scomparsa con l'arrivo degli Almohadi nel 1142 e rifondata nel 1980 come diocesi di Asidonia-Jerez. Tuttavia, nonostante il nome, la nuova diocesi non comprende Medina-Sidonia che fa invece parte della diocesi di Cadice e Ceuta.
Nel 1445 la città fu concessa in feudo al terzo conte di Niebla ed elevata a ducato, il più antico di Spagna, da Re Giovanni II di Castiglia. Il titolo di duca di Medina Sidonia é da allora uno dei più prestigiosi della nobiltà spagnola.